# 川原町 (宮崎市)
川原町（かわらまち）とは、宮崎県宮崎市内の地名。中央東地域自治区に属している。住居表示実施地域。郵便番号は880-0866

## 地理
宮崎市の中央東地域自治区に属する。宮崎県道11号宮崎島之内線（旭通り）と橘公園通りに挟まれた地域である。橘公園通り沿いはマンションとなっている他、集合住宅が並ぶ。
北を旭1丁目、西を橘通東1丁目、東を松山2丁目と接する。大淀川を挟んで太田1丁目と接する。

## 地名の由来
かつては上野町、大工町とともに上別府村の"字"であったが、明治８年（1875年）に分離独立した。川原とは、水が流れていなくて砂や石が表面に出ている所をいう。大淀川左岸において小島・松山・瀬頭に連続する川沿いの土地で、地名学的には浅瀬を意味する瀬頭よりも高地帯で、松山よりも低地帯であったと考えられる。

## 歴史
- 1924年 - 宮崎市市制により旧川原町が誕生
- 1966年 - 旧川原町などを元に住居表示を実施し、川原町が成立。同時に旧川原町から橘通東・松山が成立。旧川原町が消失。

## 世帯数と人口
2023年（令和5年）8月1日現在の世帯数と人口は以下の通りである。
| 町丁   | 世帯数  | 人口  |
| ------ | ------- | ----- |
| 川原町 | 351世帯 | 595人 |

## 小・中学校の学区
市立小・中学校に通う場合、学区は以下の通りとなる。
| 町名   | 小学校             | 中学校             |
| ------ | ------------------ | ------------------ |
| 川原町 | 宮崎市立宮崎小学校 | 宮崎市立宮崎中学校 |

## 交通

### バス
宮交グループの運営するバスが営業している。

### 道路
- 宮崎県道11号宮崎島之内線